# Anekdot
 (janvier 2025).
Si vous disposez d'ouvrages ou d'articles de référence ou si vous connaissez des sites web de qualité traitant du thème abordé ici, merci de compléter l'article en donnant les références utiles à sa vérifiabilité et en les liant à la section « Notes et références ».

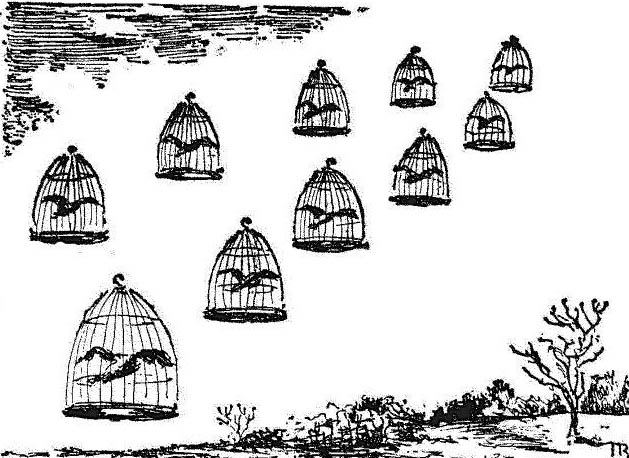
Dessin anekdot de Vitaliy Peskov sur la « liberté soviétique » (années 1970).

Le terme russe anekdot, dérivé du français « anecdote », désigne une blague à caractère socio-politique, critique, initialement transmise de bouche à oreille pour contourner la censure. Ce terme anekdot (en russe анекдот) différencie cet humour noir des blagues et histoires ordinaires (шу́тка : choutka). L'ensemble fait partie du folklore de l'URSS et des autres pays ayant connu le même système politique ; il en existe des milliers sur tous les aspects de la vie,

## Période tsariste
Les blagues de la période tsariste sont les mêmes que dans toute l'Europe de ce temps. Les spécificités de l'humour de l'empire russe concernent surtout le Tzar, l'église, l'antisémitisme et l'alcoolisme.
- « Pourquoi boit-on tant dans notre Sainte Russie ? » – « Parce que la vodka est le seul remède connu à notre sainte misère ! »
- « Pourquoi notre petit père Nicolas II n'entend-il pas nos prières désespérées ? » – « Parce qu'il est sourd à force de se masturber sur la gloire des Romanov et de la Sainte Russie ! »
- « Petit père, c'est quoi un Juif ? » – « C'est un malheureux comme nous, sauf que nous, chrétiens, on nous fusille si on se rebiffe car on est des martyrs, mais on ne touche pas à nos familles ; alors que lui, il croit en Dieu mais pas au Christ, alors on le tue à la main car c'est un infidèle, et puis c'est moins cher, et même ça rapporte car on peut piller ses biens ! »
- « Pourquoi le plus vaste Empire du monde a-t-il tant besoin de s'étendre chez les voisins finnois, baltes, polonais, moldaves, ruthènes, circassiens, caucasiens, sibériens, turcomans, mongols et même chinois ? » – « Parce que les arcs de triomphe de nos Tzars offrent aux miséreux de nos villes les seuls abris disponibles contre le vent glacé de l'hiver et le soleil torride de l'été ! »
- « Pourquoi le plus vaste Empire du monde a-t-il été arrêté dans ses conquêtes par les petits Japonais ? » – « Parce qu'à force d'alourdir la télègue dans les hauts, la moindre souche un peu dure suffit à la renverser ! »

## Période soviétique
Les blagues de la période soviétique,offrent une vision de la réalité soviétique plus populaire, plus réelle et plus haute en couleur que celle dépeinte par les études académiques des soviétologues, une vision qui, en dépit du totalitarisme, montre que l'esprit critique du peuple n'a jamais complètement disparu, malgré les risques de la répression :
- Quelle est la différence entre une bonne anekdot et une mauvaise ? – « Cinq ans de camp ! »

- La plus courte et cruelle de toutes les anekdot ? – « Bon appétit ! »

- La plus amère ? – « À vos souhaits ! »

- Un greffier de tribunal entend un rire inextinguible dans la salle d'audience voisine. Il entre et voit un juge assis sur le siège de présidence riant à gorge déployée. Il lui demande : « Camarade juge, tout va bien ? » Le juge dit : « Je viens d'entendre l'anekdot la plus drôle de toute ma vie ! » Curieux, l'employé demande : « Je peux la connaître ? » Le juge répond : « Oh non ! Je viens de coller dix ans de camp à celui qui me l'a racontée. »

- « Tu veux vivre ? Ne pense pas. Si tu ne peux pas t'empêcher de penser, ne parle pas. Si tu ne peux pas t'empêcher de parler, n'écris pas. Si tu ne peux pas t'empêcher d'écrire, ne signe pas. Si tu ne peux pas t'empêcher de signer, ne t'étonne pas. »

- « Maman, est-ce vrai que ce sont des savants qui ont fondé l'URSS ? » – « Non, mon petit, ce sont des politiciens. » – « Mais, maman, à l'école on a appris que ce sont des savants ! » – « Bien sûr, mon chéri, mais réfléchis : les savants, c'est sur des rats qu'ils font leurs expériences ! »

- En URSS, le Plan est toujours dépassé, bien que personne ne travaille. Le Plan a beau être toujours dépassé, les magasins restent vides. Bien que les magasins soient vides, les gens arrivent quand même à manger. Mais bien qu'ils mangent, ils sont tous mécontents. Et pourtant, ils ne cessent d'applaudir.

- La petite Macha toute contente, à son institutrice : « Camarade, notre chatte a accouché. Elle a cinq chatons, tous bons communistes. » Après quelque temps, l'institutrice s'enquiert du devenir des chatons. Macha : « Ils ont tous survécu, mais ils ne sont plus communistes. » L'institutrice : « Comment ça ? » Macha : « C'est qu'ils ont ouvert les yeux, camarade ! »

- Un citoyen entre dans l'hôpital : « Bonjour, je viens pour voir un ophtalmo-otorhino ! » – « Nous avons un ophtalmo et un otorhino, lequel veux-tu voir en premier ? » – « Les deux ensemble ! » – « Impossible, ce n'est pas le même service, tu dois choisir. » – « Alors tant pis, je renonce. » – « Mais enfin, camarade, quel est ton problème ? » – « C'est que mes oreilles entendent une chose, et que mes yeux en voient une autre ! »

- Un citoyen s'écrase un doigt avec son marteau. Il va à l'hôpital. L'hôpital a deux portes : « Camarades dirigeants » et « Autres citoyens ». Comme il n'est pas dirigeant, il prend la seconde porte. Dans le hall, deux portes : « Membres du Parti » et « Non-membres ». N'étant pas membre, il prend la seconde porte. Au bout d'un couloir, encore deux portes : « Urgences » et « Autres patients ». Comme il n'est pas gravement blessé, il ouvre la seconde, et se retrouve dans la rue.

- Dans la société soviétique, toutes les briques sont, en théorie, égales, mais, en pratique, celles du dessous doivent supporter le poids de celles qui sont au-dessus.

- « Ah, comme j'aimerais pouvoir vivre en Théorie ! » – « Qu'est-ce que tu racontes, camarade ? » – « C'est qu'en théorie, tout va bien ! »

- L'idéal communiste, c'est l'horizon radieux de l'humanité. Et l'horizon, c'est une ligne imaginaire qui s'éloigne de nous au fur et à mesure qu'on s'en approche.

- Le communisme est l'étape finale de l'évolution humaine, après les bandes de charognards préhistoriques, la commune primitive, la société esclavagiste, le féodalisme et le capitalisme. Il a toutefois hérité certains traits de ces étapes antérieures. Des charognards préhistoriques il a hérité les relations, de la commune primitive l'organisation, de la société esclavagiste la rétribution, du féodalisme l'inquisition, du capitalisme l'exploitation et de toutes, les inégalités.

- « Quelle est la caractéristique la plus durable des économies planifiées ? » – « Les difficultés passagères »

- Cette année, la récolte est moyenne : moins bonne que l'an passé, mais meilleure que l'an prochain.

- Que lit-on sur les pylônes des lignes à haute tension soviétiques ? « Danger de mort : 7 h-8 h, 19 h-20 h. »

- « Qu'est-ce qu'il y avait en Russie avant l'ère de la bougie ? » – « L'ère de l'électricité ! »

- « Camarades ! » s'écria, survolté, le grand leader des prolétaires spermatozoïdes. « À bas le latex ! à mort l'oppression qui nous empêche d'accomplir notre destin ! allons, tous ensemble, tous ensemble, en avant ! en poussant de toutes nos forces révolutionnaires, perçons, perçons, perçons l'immonde barrière ! » Et voici qu'ils y parviennent. « Victoire, camarades ! » s'écrie-t-il encore, mais aussitôt après, pâle et défait, le voici qui revient : « Trahison, camarades : nous sommes dans un rectum ! »

- Dans une ambassade soviétique en Occident, un employé reçoit un coup de téléphone. « Le camarade Kazabine ? Désolé : il y a six mois, il a été rappelé à Moscou pour une enquête. Pour les détails, contactez sa veuve. »

- Un jour, en voiture, le Secrétaire Général du PCUS, toujours soucieux de connaître l'avis de ses hommes, demande à son chauffeur : « Alors camarade ? Ta situation personnelle s'améliore-t-elle en ce moment ? » Réponse : « Pas vraiment, je n'ai qu'un costume usé et je n'ai pas les moyens de m'en acheter un nouveau ». Le Secrétaire : « De quoi te plains-tu ? Ne sais-tu pas que dans les îles du Pacifique, les gens sont heureux alors qu'ils vivent tout nus ? » Le chauffeur : « Ah bon ? Et de quand date leur révolution ? »

- « Pourquoi le Jardin d'Éden était-il une république soviétique ? » – « Parce qu'on y vivait presque nus, on n'y mangeait que des pommes pas mûres, on devait appeler ça le paradis, et si on accédait à la connaissance, on était sévèrement puni. »

- « Pourquoi le régime soviétique est-il d'essence divine ? » – « Parce qu'on ne peut démontrer ni que ce qu'il raconte est vrai, ni que c'est faux ! »

- Au paradis, saint Pierre entend qu'on toque à la porte. Il ouvre et a la surprise de voir Satan en personne accompagné d'une multitude de démons derrière lui. Saint Pierre demande : « - Mais qu'est-ce que tu fais là ? » Réponse du diable : « - Staline vient de mourir et est arrivé en enfer. Nous sommes les premiers réfugiés. »

- « Pourquoi Staline a-t-il demandé à Andreï Vychinski de condamner le Soleil à trente ans de Goulag par contumace ? » « Parce que chaque jour ce salaud de Soleil, après s'être levé à l'Est comme il se doit et contemplé l'URSS dans sa gloire, décide quand même de passer à l'Ouest ! »

- « Si tu avais à choisir entre l'enfer capitaliste et l'enfer communiste, lequel choisirais-tu ? » – « L'enfer communiste, parce que si c'est comme sur terre, quand ils auront du feu, ils manqueront de chaudrons ; quand ils auront les chaudrons, le feu sera éteint ; et si par hasard feu et chaudrons seront disponibles en même temps, tu peux être sûr que le responsable de l'allumage sera absent ! »

- En URSS, on peut prier… à condition que Dieu seul s'en aperçoive !

- En URSS, le marxisme-léninisme est la doctrine scientifique qui prépare l'avenir, organise le présent, et modifie le passé !

- « Que fait le capitalisme ? » – « Il court à sa perte ! » – « Et que fait le communisme ? » – « Il accélère pour rattraper et dépasser le capitalisme ! »

- « Les États-Unis sont au bord du gouffre : pourquoi ? » – « Parce qu'ils contemplent l'Union soviétique au fond. »

- « Qu'est-ce que le capitalisme ? » – « C'est l'exploitation de l'homme par l'homme ! » – « Et qu'est-ce que le socialisme soviétique ? » – « C'est l'inverse ! »

- « Quelle est la meilleure neige du monde ? » – « C'est la neige soviétique : tu la mets sur le radiateur, et elle ne fond pas ! »

- Quelle est la différence entre le froid extérieur et le froid intérieur ? Le premier est gratuit.

- Au 5e bip il y aura de l'eau chaude. « Ploc, ploc, ploc, ploc, ploc » : voilà, il y a eu de l'eau chaude.

- « Qu'est-ce que qu'une file d'attente ? » - « C'est l'alignement du peuple sur la ligne définie par le Parti. »

- « Pourquoi l'URSS est-elle le pays le plus érotique du monde ? » – « Parce qu'aucun autre n'a réussi à allonger à ce point les queues. »

- File d'attente. Un citoyen s'approche et demande : « Qu'est-ce qu'on va livrer, ici ? » – « Nous ne le savons pas, demandez en tête de file », lui répond-on. Il remonte alors la file et demande au premier, qui lui répond : « Je ne sais pas, moi j'ai juste eu un malaise et me suis appuyé sur cette porte, sans remarquer que c'était un magasin. » – « Mais alors, pourquoi ne partez-vous pas ? » – « Ça ne va pas, non ? Alors que je suis le premier de la file ! »

- Une très longue file d'attente piétine depuis la veille devant un magasin alimentaire en attendant qu'il ouvre, le bruit ayant couru qu'il y aurait une livraison dans la journée. Mais elle est si longue, et le magasin si petit, qu'un commissaire politique, craignant que les gens en viennent aux mains et sachant que les camarades les plus méritants ont d'autres moyens de s'approvisionner, arrive et ordonne : « Cette file est bien trop longue, les camarades méritants et les membres du parti doivent donner l'exemple, alors partez ! » Les personnes concernées quittent la file en bougonnant : « On a perdu la nuit pour rien ! » En fin de matinée, le commissaire politique repasse et annonce : « Je me suis renseigné, c'est mon métier : il y aura bien une livraison mais limitée, alors, ce sera réservé aux camarades ayant des enfants à charge et aux ouvriers de travaux pénibles ; tous les autres, partez ! » Les personnes concernées quittent la file en bougonnant : « On a perdu la nuit et la matinée pour rien ! » En fin d'après-midi, le commissaire politique repasse et annonce : « La livraison ici sera insuffisante pour vous tous, alors elle sera réservée aux ouvriers de travaux pénibles avec enfants à charge ; tous les autres, partez ! » Les personnes concernées quittent la file en bougonnant : « On a perdu la nuit et la journée pour rien ! » Bien après la tombée de la nuit, le commissaire politique repasse une quatrième fois et annonce : « Changement de programme, y'aura pas de livraison ici ! » Les derniers membres de la file renoncent à leur tour : « Et ce sont encore ces salopards de bureaucrates qui s'en sont le mieux tirés ! »

- Un lundi matin, une longue file d'attente attend depuis l'avant-veille devant un magasin, car le bruit a couru qu'il y aurait eu une livraison. Un petit monsieur remonte toute la file, s'approche de la porte du magasin, mais il se fait attraper par le col de son manteau et refouler à la fin de la file. Il revient devant la porte et subit à nouveau le même traitement. Alors il dit : « Puisque c'est comme ça, je n'ouvre pas le magasin. »

- Un client ouvre la porte du magasin carrelé de blanc, et demande : « Bonjour, vous n'auriez pas des saucisses ? » La vendeuse : « Vous vous trompez de magasin : ici, on n'a pas de médicaments, c'est en face qu'ils n'ont pas de viande ! »

- Dix ans après l'avènement de l'URSS, une cliente entre dans la boutique qui, sous les Tsars, s'appelait « Boucherie Ivanov » et où l'on trouvait de la viande (chère), et qui à présent s'appelle « Viande bon marché, magasin d'État » et où l'on trouve le camarade gérant Ivanov : « Avez-vous des saucisses ? » – « Niet ! » – « Avez-vous de la mortadelle ? » – « Niet ! » – « Et du saucisson ? » – « Niet ! » – « Ou du salami ? » – « Niet ! » – « Avez-vous du jambon, alors ? » – « Non plus ! » – « Avez-vous des côtelettes ? » – « Niet ! » – « Peut-être avez-vous des steaks ? » – « Niet ! » – « Du foie ? » – « Niet ! » – « Ou alors des rognons ? » – « Pas davantage ! » – « Peut-être des tripes, ou de la tête de veau ? » – « Niet, niet ! » – « Même pas des pieds et paquets ? » – « Niet, camarade, niet ! » – « Des os à moelle, alors ? » – « Niet ! » – « Des déchets protéinés ? » – « Rien, je vous dis, je n'ai pas eu de livraison depuis des mois ! » La cliente repart. Ivanov, à son vendeur : « Quelle obstinée, celle-là ! » Le vendeur : « Oui, et quelle mémoire, aussi ! »

- Une longue file d'attente s'est formée devant la boucherie, en attendant qu'elle ouvre, car le bruit a couru qu'il y aurait eu une livraison. Un citoyen lance une anekdot : « Quelle est la différence entre un cochon et une boucherie ? Le cochon a la queue courte et beaucoup de viande ; la boucherie c'est l'inverse. » Malheureusement pour lui, un commissaire politique l'entend et l'apostrophe : « Et toi, tu sais quelle est la différence entre ma montre et toi ? Ma montre marche toute seule, alors que toi, tu vas venir avec moi ! »

- On rapporte à Staline qu'un obscur moscovite se trouve être son sosie. « Qu'on le fusille ! » ordonne Staline. « Peut-être qu'on peut juste lui raser la moustache, camarade Staline ? » dit Zinoviev. « Très juste ! Qu'on lui rase la moustache, puis qu'on le fusille ! »

- Staline passe en revue un régiment. On entend un éternuement. Staline : « Qui a éternué ? » Pas de réponse. Staline ordonne : « Qu'on fusille tout le premier rang ! » L'ordre est exécuté, les survivants tremblent. Staline reprend : « Alors, qui a éternué ? » Pas de réponse. Staline fait fusiller le deuxième rang. Un homme du troisième rang, tout tremblant : « C'est moi ! » Staline : « À tes souhaits, camarade. »

- En 1953, un grand nombre de diables, suivis par Satan en personne, affluent au Paradis. « Mais qu'est-ce qu'il vous arrive ? » s'étonne St-Pierre. « Staline vient de débarquer chez nous, alors nous venons vous demander l'asile politique » explique Satan.

- « Quel est l'animal préféré des dirigeants soviétiques ? » – « C'est le pingouin, parce qu'il supporte le froid sans broncher, ne mange jamais de viande et applaudit volontiers ! »

- Pendant les purges, deux soviétiques se croisent dans la rue : le premier : « Bonjour, camarade ! » Le second : « Saloperie d'espion ! » Le premier : « Minute, camarade ! Pourquoi m'accuses-tu d'être un espion ? » Le second : « La ferme ! Tout le monde sait qu'en URSS la moitié des gens sont des espions. Comme ce n'est pas moi, ça ne peut être que toi ! »

- Un citoyen soviétique, se contemplant dans son miroir : « De nous deux, lequel peut bien être le mouchard ? »

- Le Secrétaire Général du PCUS, à ses ministres : « Dites voir, je viens de lire un poème de Pouchkine, et c'est mièvre, sirupeux et sentimental, à l'opposé de la ligne du Parti. » Le ministre de la Culture : « Mais, camarade Secrétaire, Pouchkine est mort depuis longtemps ! » Le Secrétaire, au directeur du KGB : « Je n'en avais pas donné l'ordre ! Camarade directeur, pourquoi donc vos tchékistes sont-ils toujours aussi pressés ? »

- Les Slaves de l'Antiquité avaient le culte de la mémoire de leurs morts. Devenus soviétiques, ils envoient à la mort les gens qui ont la mémoire de leur culture.

- « Pourquoi les gens du KGB vont-ils toujours par trois ? » – « Parce qu'il en faut un qui sache lire les ordres, un qui sache écrire les rapports et un troisième pour surveiller ces deux dangereux intellectuels. »

- Qu'est-ce que le KGB ? C'est le cœur ardent de l'URSS, qui bat, qui bat, qui bat, qui bat !

- Le commissaire politique : - « Camarades, oubliez les verbes penser et parler. Ils sont inutiles car le Parti pense et parle pour nous tous ! Conjuguons ensemble le verbe faire ! » Les citoyens : - « Je fais (semblant), tu fais (semblant), il, elle fait (semblant)… »

- « Quelle est la différence entre un citoyen soviétique et un Occidental quand ils critiquent le gouvernement ? » – « C'est que l'Occidental, il peut recommencer le lendemain ! »

- Un touriste occidental, sûr de sa supériorité, à un citoyen soviétique : « Nous, en Occident, nous avons le droit de critiquer notre gouvernement. » Le soviétique, surveillant du coin de l'œil le mouchard de service : « Et alors ? Nous aussi, nous avons le droit de critiquer votre gouvernement ! »

- Un touriste occidental, dans un restaurant soviétique : « C'est un scandale ! ce pain est si dur que je me suis cassé une dent ! » Le gérant, surveillant du coin de l'œil le mouchard de service : « Ce n'est pas le pain soviétique qui est trop dur, c'est la dent capitaliste qui est trop molle ! »

- Un touriste occidental, à une famille soviétique : « Vous êtes contents de votre logement ? » La famille : « On ne peut pas se plaindre ! » – « Et de la nourriture ? » La famille : « On ne peut pas se plaindre ! » – « Et des services de l'État ? » La famille : « On ne peut pas se plaindre ! » – « Mais alors, pourquoi nous envier ? » La famille : « Parce que chez vous, on peut se plaindre de tout ! »

- Un touriste occidental perdu par ses surveillants s'égare dans la campagne soviétique et arrive dans un kolkhoze ordinaire, qui n'a rien à voir avec ceux des circuits de l'Intourist. Il aperçoit des champs en friche, la moissonneuse-batteuse désossée qui rouille dans son hangar, et quelques têtes de bétail rachitiques. Le gérant du kolkhoze l'intercepte et appelle le KGB : « Il a tout vu, qu'est-ce qu'il faut en faire ? » Mais les tchékistes le rassurent : « T'en fais pas, camarade : s'il se met à nous dénigrer, notre appareil de communication saura rétablir la vérité ! »

- Après la terreur rouge et les grandes purges, il restait en URSS trois sortes de citoyens : quelques rares membres du PCUS honnêtes, donc inconscients et promis aux prochaines purges ; des millions de membres du PCUS conscients, donc malhonnêtes et promis à de belles carrières, et quelques centaines de milliers de citoyens honnêtes et conscients, donc pas membres du PCUS mais membres de la main d'œuvre servile, dans les camps.

- Vladimir Boukovski, défenseur des droits de l'homme, est, après douze ans de travaux forcés au camp Perm-36, échangé contre le chef communiste chilien Luis Corvalán. Les journalistes lui demandent ce qu'il en pense et il répond : « Il aurait mieux valu échanger Augusto Pinochet contre Leonid Brejnev. » Ensuite, les journalistes lui demandent si les dissidents soviétiques se sentent plus proches du camp socialiste ou du camp capitaliste, et il répond : « Ils se sentent surtout très proches du camp du Goulag ! »

- Le Goulag ? il y a trois sortes de citoyens soviétiques : ceux qui y ont été, ceux qui y sont, et ceux qui y seront.

- Trois zeks (prisonniers du Goulag) : « J'avais une montre qui retardait et je suis arrivé plusieurs fois en retard : ils m'ont collé trois ans pour sabotage de l'économie. » – « Moi, ma montre avançait, et je suis arrivé plusieurs fois en avance : j'ai eu quatre ans pour espionnage. » – « Eh bien moi j'avais une montre toujours à l'heure, grâce à laquelle j'étais ponctuel, et ils m'ont mis cinq ans pour utilisation de la technologie capitaliste ! » (Variante : « J'étais ponctuel et ils m'ont mis cinq ans pour conformisme petit-bourgeois ! »)

- Trois zeks : « J'avais une famille à nourrir et j'ai pris des œufs pour moi au kolkhoze : ils m'ont collé trois ans pour sabotage de l'économie populaire ! » – « Moi, j'ai hébergé l'un de mes élèves dont les parents avaient été arrêtés : j'ai eu quatre ans pour complicité avec des ennemis du peuple ! » – « Eh bien moi je n'ai rien fait du tout et ils m'ont mis cinq ans tout de même ! » – « Ne nous prends pas pour des billes, mon vieux : pour rien du tout, c'est deux ans ! »

- Trois zeks : « J'ai pris position pour la ligne du camarade Oleg Ivanov au Congrès : ils m'ont collé trois ans pour déviationnisme. » Le second dit : « Moi, je me suis opposé à cette ligne : j'ai eu quatre ans pour manque de confiance dans le Parti. » Le troisième se tait. Les deux autres le regardent avec insistance, alors il soupire et finit par lâcher : « Oh, moi c'est très différent : je suis Oleg Ivanov. »

- Trois chiens : un occidental et deux soviétiques. L'occidental : « Ma vie est parfois ennuyeuse, mais au moins, quand j'aboie, on m'apporte ma viande. » Les deux soviétiques : « C'est quoi, la viande ? » – « C'est quoi, aboyer ? »

- « Quel est le peuple le plus pacifique et le plus neutre du monde ? » – « C'est le peuple soviétique, car il ne se mêle même pas de ses affaires intérieures ! »

- Un matin, le téléphone sonne chez Youri Gagarine, à Zviozdny gorodok. Sa petite fille Léna répond : « Da ? » – « Ici Nikita Khrouchtchev, peux-tu me passer ton papa, notre grand cosmonaute ? » demande l'interlocuteur. « Il a encore dix orbites à tourner dans le cosmos, il ne sera pas de retour avant ce soir ! » dit la petite. « Alors passe-moi ta maman », demande Khrouchtchev. « Elle est partie chercher de la viande pour fêter le retour de papa avec nos amis, elle ne sera pas de retour avant demain midi », répond l'enfant.

- Le président américain téléphone au Kremlin : « Je me suis rendu compte que le capitalisme court à sa perte, et je veux instaurer le communisme en Amérique : que me conseillez-vous ? » – « Ne vous précipitez pas, et surtout, livrez d'abord les machines qu'on vous a commandées ! »

- Lors d'un sommet, entre deux rounds de négociations, l'ambiance étant à la détente, le président américain et le premier secrétaire soviétique vantent le dévouement et la fidélité de leurs gardes du corps respectifs. L'Américain appelle le sien : « Jones, nous sommes au vingtième étage, mais vous allez vous jeter par cette fenêtre, c'est un ordre ! » Jones : « Mais, Mr. President, pourquoi moi ? je suis père de famille ! » Le premier secrétaire soviétique, goguenard : « Ivanov ? » et il désigne la fenêtre des yeux. Ivanov, ferme et décidé, s'élance et tombe dans le vide sans un cri. Jones, horrifié : « Il n'avait pas de famille ? » Le premier secrétaire soviétique, souriant : « Si, justement ! »

- Dans les années 70, si on demandait à un flic de la Place rouge à Moscou où était la boîte de nuit la plus proche, il vous répondait : « Helsinki. » Pour remédier à ce manque et répondre aux besoins des touristes occidentaux, Leonid Brejnev décide d'ouvrir une boîte à Moscou. Au bout de trois mois il convoque le directeur pour un premier bilan : « Alors, combien de clients nous ont laissé leurs dollars ? » – « Un seul, camarade Brejnev, il est resté deux minutes. » – « Comment ? Mais qu'est-ce qui n'allait pas ? la musique ? la nourriture ? les boissons ? » – « Impossible, camarade Brejnev, on avait le rock à la mode, les mets les plus succulents, du whisky écossais, du chianti italien, du champagne français, de la bière allemande ! » – « Les filles alors ? » – « Impossible, camarade Brejnev, on n'a pris que du personnel fiable, rien que des babouchkas membres du Parti depuis au moins 1950 ! » Pour remédier à cette situation, Brejnev fait embaucher de belles devochkas sexy. Les Occidentaux affluent, tout le personnel des ambassades s'y presse, les micros enregistrent 24 h sur 24, les dollars s'accumulent. Brejnev vient vérifier par lui-même le succès de l'établissement, et voilà qu'une devochka lui tape dans l'œil. Il la courtise assidûment, mais celle-ci est très farouche. À la fin, n'y tenant plus, il s'exclame : « Mais enfin, qu'est-ce que tu attends de moi ? Demande-moi n'importe quoi ! » La danseuse : « Que vous ouvriez les frontières ! » – « Ahaa, j'ai compris ton manège, petite coquine : tu veux qu'on reste tout seuls, nous deux ! »

- « Que faire si le PCUS ouvre les frontières ? » – « Grimper au premier arbre, pour éviter d'être piétiné. »

- Un quatuor à cordes débarque à Moscou : c'est l'orchestre symphonique de la ville, de retour de tournée en Occident.

- Un soviétique demande à un ami : « Est-ce vrai que les radiations de Tchernobyl sont dangereuses ? » – « Si tu continues à en parler, oui ! »

- Au marché de Kiev, une vieille dame tient une échoppe où elle vend des champignons, à l'enseigne « Champignons de Tchernobyl ». Un passant lui demande :

— Mais, ma bonne dame, qui donc va acheter des champignons de Tchernobyl ?
— Oh, bien des gens : certains pour leur patron, d'autres pour leur belle-mère...
- Une rivière, une route, un pont. Une charrette arrive, quitte la route, descend la berge, passe la rivière par le gué, remonte de l'autre côté. Le kolkhozien s'arrête pour se sécher au soleil et s'en griller une. Arrive un camion : il quitte la route, descend la berge, passe la rivière par le gué, remonte à côté de la charrette, le chauffeur descend et demande du feu au kolkhozien. Arrive une voiture officielle avec des gros camarades à bord. Elle s'engage sur le pont et tombe avec le pont dans la rivière. Le kolkhozien et le camionneur se regardent : « Quel crétin ! Il voit bien qu'il y a un pont, et il le prend quand même ! »

- Le ministre soviétique des Travaux Publics se rend en province. Là il visite le responsable local des Ponts et Chaussées, un camarade de promotion qui habite une datcha somptueuse pourvue de tout le confort moderne, et qui possède une voiture occidentale. Le ministre s'étonne, et son hôte, très fier, le prend alors par l'épaule, ouvre une fenêtre et lui dit : « Tu vois ce pont, sur le fleuve ? Il devait peser 10.000 tonnes et j'avais dix millions de roubles pour le construire. Eh bien, il n'en pèse que 8.000 et il ne m'a coûté que huit millions ! » Le ministre hoche la tête. Un an plus tard, c'est lui qui invite son camarade de promotion dans la capitale. Cette fois c'est le collègue des Ponts et Chaussées qui est ébloui : le ministre vit dans un véritable palais avec piscine et possède plusieurs voitures occidentales. « Comment as-tu fait ? » Le ministre, très fier, le prend alors par l'épaule, ouvre une fenêtre et lui dit : « Vois-tu l'emplacement du pont, sur la Moskova ? » – « Quel pont ? »

- « Comment reconnaître un bateau soviétique au large, quand il n'a pas son pavillon ? » – « Il n'y a derrière lui ni requins, ni mouettes. Ils n'ont rien à jeter. »

- Un homme vient pour commander une auto Lada. Il remplit les formulaires, dépose l'argent, et on lui dit comme à tous les clients : « Tout est en ordre, revenez dans dix ans pour la livraison. » L'homme demande : « Le matin ou l'après-midi ? » Réponse de l'employé : « Pourquoi avez-vous besoin de le savoir ? » Le client : « Parce que le matin, je dois aller chercher ma nouvelle gazinière. »

- Dans les ports occidentaux, pour reconnaître les bateaux des pays communistes quand ils n'ont pas leurs pavillons, regardez quels sont ceux dont les équipages sont consignés à bord.

- L'Arabie devient soviétique. Trois ans passent. À présent, elle importe du pétrole et du sable.

- Pourquoi ne fabrique-t-on pas de lits en URSS ? - Parce que ce n'est pas la peine : l'ennemi de classe ne dort jamais, la police politique veille, et la classe ouvrière travaille 24h/24 !

- Tous les peuples soviétiques sont frères, pourquoi ? - Parce qu'on peut choisir ses amis, mais pas sa famille.

## Période de ladislocation de l'URSS
La période des années 1990 et la désastreuse politique de la « thérapie de choc » ont donné lieu en Russie et dans les nombreux pays satellites à de nouvelles blagues de circonstance.
- L'optimiste : « Si ça continue comme ça, bientôt on en sera à manger de la crotte ! » Le pessimiste : « Et tu verras qu'il n'y en aura pas pour tout le monde ! »

- L'optimiste : « C'est terrible. Jamais la situation économique ne pourra être pire ! » Le pessimiste : « Mais si, mais si ! »

- Dans la lutte finale, prométhéenne, titanesque, entre le communisme soviétique et la vodka… c'est la vodka qui a gagné ! (Pendant la perestroïka, Mikhail Gorbatchev avait tenté d'enrayer la consommation de vodka.)

- Dans une queue devant un magasin à Moscou, un homme dit à son voisin : « Je n'en peux plus ! Je vais au Kremlin pour mettre mon poing dans la figure de Gorbatchev ! » Et il part. Une heure plus tard, il revient et retrouve son voisin qui lui demande : « Alors, tu l'as fait ? » L'autre lui dit : « Non. La queue de ceux qui voulaient faire comme moi était encore plus longue qu'ici ! »

- Deux citoyens : un qui n'a jamais quitté l'URSS, et un autre qui revient d'Occident où il s'était réfugié et où il a vécu pendant dix ans : « Qui êtes-vous, vous les occidentalisés, pour nous donner des leçons ? » – « Et qui êtes-vous, vous les enfermés, pour ne pas en recevoir ? »

- « Quelle est la différence entre un rouble et un dollar » ?  – « Un dollar ! » Du coup, le kopek n'a plus aucune valeur. Que faire ? « Perçons-le de quatre petits trous. » – « Et ça lui redonnera de la valeur ? » – « Un peu quand même, en tant que bouton de pardessus. »

- Le joailler Max Leibovitch, oui, celui des jolies alliances dans la toute petite boutique, attend depuis des décennies un visa d'émigration pour aller vivre auprès de sa famille à Jérusalem. L'URSS vacillant, enfin on le lui accorde. À l'aéroport de Moscou, les douaniers s'étonnent de trouver dans sa valise un petit buste de Lénine en bronze : « C'est quoi ça ? » Max : « En voilà une façon de parler du fondateur de l'URSS ! J'emporte dans ma famille ce souvenir du pays grâce auquel j'ai pu faire des études, échapper aux nazis et avoir du travail. » Les douaniers le laissent passer. Il débarque à l'aéroport de Tel-Aviv, où les douaniers s'étonnent à nouveau : « Lénine, ici ? Pourquoi ? » Max : « Il fera le cochonnet pour jouer aux boules, pour me rappeler les années de Goulag de mon pauvre père et la vie de chicanes et de privations que j'ai eue en URSS ! » Les douaniers le laissent passer et il arrive dans sa famille, où les petits-enfants lui demandent : « Qui c'est, ce monsieur ? » Max : « Qui c'est ? Aucune importance. Ce qui compte, c'est ce que c'est : un kilo d'or pur recouvert de bronze ! »

## Périodepost-soviétique
Depuis 1991, la mutation de la nomenklatura en oligarchie capitaliste a aussi été intégrée dans les anekdotes. Certaines sont des blagues de l'ère soviétique, réadaptées à la nouvelle situation.
- Un Russe et un Ukrainien d'Odessa trouvent une pastèque. Le Russe : « Partageons-la fraternellement. » L'Ukrainien : « Ah non alors ! c'est fini ça. Maintenant l'Ukraine est un État souverain, alors on va faire moitié-moitié ! »

- Devant la tombe de Iakov Iourovski, au cimetière de Novodievitchi à Moscou, deux nostalgiques de l'URSS évoquent leur passé : - « Te rappelles-tu, quand nous espérions une vie meilleure ? » Son camarade : - « Oh que oui ! quelle belle époque ! mais quand avons-nous cessé d'y croire ? ça je ne me le rappelle pas. » - « Normal… » ajoute le premier, « …ça remonte à bien avant notre naissance, au 20 décembre 1917, quand Lénine a signé le décret fondateur de la police politique secrète, par lequel le prolétariat a vu s'envoler tous ses espoirs d'une société de liberté et d'égalité, sans classes, sans exploitation et sans État : c'est la plus grande arnaque du vingtième siècle, on y a cru, tant pis pour nous. Mais au moins, nous deux, nous avons survécu. »

- Peu après la dislocation de l'URSS, un citoyen bien habillé entre dans un restaurant chic de Moscou, s'assoit et dit au garçon : - « Je voudrais un bortsch en entrée, et après un steak, puis un café, et un exemplaire de la Pravda. » - « Je vous apporte tout ça, mais sachez que la Pravda n'existe plus. Elle paraissait à la période communiste, mais plus maintenant. » Le serveur s'en va, et le bortsch une fois consommé, revient reprendre le couvert ; le client lui dit : - « Merci. Apportez-moi mon steak et ma Pravda ». Le serveur lui dit : « Vous ne comprenez pas Monsieur, il n'y a plus de Pravda, c'est fini ». Le serveur apporte le steak, le client le mange, et lui dit : - « Bon maintenant apportez-moi un café et la Pravda ». Cette fois le serveur perd patience et lui dit : « Écoutez ! Combien de fois vais-je devoir vous le répéter : la Pravda n'existe plus ! Le système communiste s'est effondré, tout est terminé ! » - « Je sais. Mais j'aime tellement vous l'entendre dire !!! »

- Deux citoyens ex-soviétiques : un oligarque très riche, puissant depuis plus de trente ans, et un pauvre depuis toujours : l'oligarque dit - "Si on se rapproche de l'Occident, ce seront les étrangers qui feront la loi chez nous !" et le pauvre lui demande : - "Parce que vous, vous vivez et dépensez votre argent en Russie ? ou bien en Occident ?"

- - "Maman, est-ce vrai que ce sont des experts en économie qui nous ont apporté le capitalisme ?" - "Non mon petit, ce sont nos anciens communistes." - "Mais maman, à l'école on a appris que ce sont des experts en économie ! - "Bien sûr mon chéri, mais réfléchis : les experts en économie, ce sont des produits qu'ils espèrent exporter, pas la population !"

- Dans le capitalisme, les objectifs affichés ne sont jamais atteints, bien que tout le monde travaille d'arrache-pied. Malgré ça, les magasins regorgent de marchandises, et tout se vend bien. Les magasins ont beau être pleins, les gens ne mangent pas tous à leur faim. Mais bien qu'ils se privent, ils ont tous des autos, des télés, des portables, même à la campagne. Et pourtant, ils ne cessent de pester contre tout et de regretter l'ère soviétique.

- Un citoyen ex-soviétique, à un visiteur occidental : - "Pourquoi tant de vos intellectuels ont-ils si longtemps applaudi les dirigeants qui nous maltraitaient ?" L'occidental : - "Parce que vos dirigeants avaient gagné la guerre, tandis que vous, jusqu'à la chute du rideau de fer, vous l'aviez perdue !" Le citoyen ex-soviétique, éberlué : - "Comment ça, perdue ? mais c'est nous qui avons versé notre sang pour vaincre les nazis !" L'occidental : - "Oui, mais il faut comprendre notre problème en Occident : depuis la décolonisation nous n'avons plus le droit de mépriser les Indiens, les Arabes et les Noirs après qu'ils ont versé leur sang pour nous, alors voilà, on vous méprise vous, les « hommes au couteau entre les dents » ! vous ne saviez pas qu'on vous appelle comme ça ?"

- Un diplomate occidental, à un homologue ex-soviétique : - « Le Rideau de fer était une intolérable atteinte aux droits de l'Homme, heureusement qu'il est tombé. » L'ex-Soviétique : - « Est-ce pour cela que vous l'avez remplacé par de nouveaux barrages anti-migrants ? »

- Un humaniste occidental, à un citoyen ex-soviétique : - « Vous, ici, vous êtes nationalistes, vous ne respectez pas les droits de la minorité tzigane, et vous l'empêchez de vivre selon ses traditions. » Le citoyen : - « Vous aussi, puisque vous l'empêchez de venir voyager chez vous et que, quand elle y parvient, vous la renvoyez de force ici ! »

- Un monsieur occidental d'un certain âge, très distingué, à un jeune Russe post-soviétique : - « Il ne faut pas idéaliser l'Occident, où les mœurs sont relâchées, où l'américanisation détruit les traditions, où les valeurs morales s'effondrent. » Le jeune : - « Est-ce pour cela que les files d'attente s'allongent tant, au service des visas de votre ambassade ? »

- Poutine et le patriarche de l'Église orthodoxe russe Cyril bavardent. Poutine : - « Alors, sacré pécheur, petit père des popes, quoi de neuf ? » Cyril : - « Hier, Dieu m'a rendu visite pour me dire que je suis le plus humble et en même temps le plus grand patriarche que l'Église russe a jamais eu. » Poutine : - « Tu as dû abuser de la vodka et délirer, car hier j'étais à la pêche au lac Baïkal ! »

- Quelles sont les trois qualités nécessaires pour être pope ? Savoir bien chanter, savoir bien compter les dollars, et surtout ne pas craindre Dieu.

- Si un citoyen veut dénoncer quelqu'un au FSB (police politique secrète russe) sans se dévoiler comme délateur, le mieux est qu'il aille se confesser auprès d'un pope.

- « Quels sont le point commun et le point différent entre un sous-marin étranger et un sous-marin russe ? » se demandait-on dans la marine russe après le naufrage du Koursk. Réponse : « Le point commun est que les deux coulent – la différence est que les sous-marins étrangers coulent d'autres navires. »

- « Alors, mon vieux, ça y est, la retraite ? Que deviens-tu ? » Réponse : « Bof, j'essaie de survivre ! » – « Ah bon ? mais pour quoi faire ? »

Avec l'invasion de l'Ukraine par la Russie en 2022 et la vague de censure qui s'abat en Russie, on assiste à un regain de popularité des anekdotes, nouvelles ou adaptées de l'ère soviétique :
- Un Russe opposé à la guerre, à son voisin : « Dites, êtes-vous démocrate ? » Le voisin : - « Ah non, citoyen, je suis un honnête homme, un bon antinazi ! »

- En conformité avec les exigences de la Roskomnadzor (l'autorité russe des communications - en clair la censure), le livre de Léon Tolstoï Guerre et Paix (1869) a été réintitulé Opération spéciale et haute trahison.

- À l'école et dans les médias, la géographie et l'histoire de la Russie ne sont pas censurées, elles sont civiques, c'est-à-dire conformes à la gouvernance de Poutine : elles préparent l'avenir glorieux, expliquent le présent difficile et modifient le passé indésirable.

- Moscou prépare une rencontre entre les deux Vlad, Poutine et Zelensky. Selon des sources non officielles, les travaux pour la construction de la table ont déjà commencé[8].

- Poutine est en enfer. Au cours d'une permission sur Terre, il se rend dans un bar à Moscou, commande une vodka et s'enquiert avec insistance si la Crimée, Kherson, Zaporijjia et le Donbass « sont toujours à nous ». Rassuré par les réponses affirmatives du barman, il demande l'addition. « Cinq euros », lui répond le serveur.

## Sources
1. ↑  Ben Lewis, Les blagues de l'époque communiste, in : Prospect (magazine), Mai 2006 Hammer & tickle.
2. ↑  Humour, blagues, textes drôles sur Russie virtuelle : .
3. ↑  (en) Victor A. Pogadaev, « The origin and classification of Russian anecdotes as a folklore genre », Folklore and Folkloristics, Université de Malaya, vol. 5, no 2,‎ décembre 2012, p. 9-17 (lire en ligne [PDF])
4. ↑  Antoine et Philippe Meyer, Le communisme est-il soluble dans l'alcool, Seuil, 1979  (ISBN 2020053810)
5. ↑  Amandine Regamey, Prolétaires de tous pays, excusez-moi !, Buchet-Chastel, 2007  (ISBN 228302093X)
6. ↑  (en) David Brandenberger, « Political Humor under Stalin. An Anthology of Unofficial Jokes and Anecdotes », sur richmond.edu, 2009 (consulté le 20 novembre 2016)
7. ↑  « En Russie, le retour de l’humour noir soviétique », Le Monde.fr,‎ 1er avril 2022 (lire en ligne, consulté le 2 avril 2022)
8. ↑  Référence à l'entrevue entre Vladimir Poutine et Emmanuel Macron séparés par une table de six mètres de long en février 2022.

- Nina et Jean Kéhayan, Rue du prolétaire rouge, Seuil 1978,  (ISBN 978-2-7526-0364-7) ;
- Antoine et Philippe Meyer, Le communisme est-il soluble dans l'alcool ?, Seuil, 1979  (ISBN 2020053810) ;
- Amandine Regamey, Prolétaires de tous pays, excusez-moi !, Buchet-Chastel, 2007  (ISBN 228302093X) ;
- Viktor A. Pogadaev, The Origin and Classification of Russian Anecdotes as a Folklore Genre, Université Chulalongkorn, Bangkok 2009 et Université de Malaya, Kuala-Lumpur 2012.